# Jack Aspinwall
Jack Heywood Aspinwall (Bootle, Inglaterra, Reino Unido, 5 de febrero de 1933 - Willsbridge, Inglaterra, Reino Unido, 19 de mayo de 2015) fue un político británico.

## Biografía
Aspinwall nació en la localidad británica de Bootle. Tenía dos hermanos mayores, Frank y Raymond. Se hizo con una beca para acceder a la Prescot Grammar School, pero su madre falleció cuando él tenía catorce años y tuvo que ingresar en un centro de acogida. Tras dejar los estudios, se unió a la Royal Air Force. Conoció a Brenda Squires, su futura mujer, durante su estancia en Wiltshire en 1954 y se casó con ella ese mismo año. Tuvieron un total de tres hijos.
Fue el candidato del Partido Liberal a la circunscripción de Kingswood en las elecciones generales de febrero y octubre de 1974. No obstante, más tarde se afilió al Partido Conservador, con el cual consiguió una silla del Parlamento por la misma circunscripción en los comicios de 1979. Ocupó este puesto hasta la celebración de las elecciones generales de 1983, en las que fue elegido para el distrito electoral de Wansdyke, puesto que desempeñó hasta su jubilación, posterior a los comicios de 1997.
Aspinwall falleció el 19 de mayo de 2015 en Willsbridge, cerca de la ciudad de Brístol, como consecuencia de un cáncer, a los 82 años de edad.